# Veit Hennig
|  | Dieser Artikel wurde aufgrund von formalen oder inhaltlichen Mängeln in der Qualitätssicherung Biologie zur Verbesserung eingetragen. Dies geschieht, um die Qualität der Biologie-Artikel auf ein akzeptables Niveau zu bringen. Bitte hilf mit, diesen Artikel zu verbessern! Artikel, die nicht signifikant verbessert werden, können gegebenenfalls gelöscht werden. Lies dazu auch die näheren Informationen in den Mindestanforderungen an Biologie-Artikel. |

Veit Hennig (* 1961) ist ein deutscher Biologe und Dozent für Zoologie und Naturschutz am Institut für Zoologie in der Arbeitsgruppe Tierökologie & Naturschutz am Biozentrum Grindel der Universität Hamburg.

## Leben
Veit Hennig studierte an der Eberhard Karls Universität Tübingen Biologie. Dort promovierte er über die Brutbiologie der Biguascharbe (Phalacrocorax brasilianus) in Kolumbien. Ab 1994 arbeitete er als selbstständiger Gutachter zu Themen im Biotop- und Artenschutz.
Beim Naturschutzbund Deutschland, Landesverband Baden-Württemberg war er Referent für Arten- und Biotopschutz, 1998 wurde er Dozent an der Universität Hamburg. Von 2002 bis 2005 und seit 2022 ist er Vorsitzender des Vereins Jordsand.
Veit Hennig betreut den Bereich „Naturschutz und Landschaftsökologie“ beim Projekt zur regionalen Klimaanpassung Klimzug Nord. Seine Forschungsschwerpunkte liegen in den Bereichen Naturschutzbiologie, Stadtökologie, Invasive Arten und der Ökologie spezieller Lebensräume (Wattenmeer u. a.). Tier-Ökologisch beschäftigt er sich mit der Avifauna und Mammalia.

## Publikationen
seit 1988
- Friedrich Alkemeier, Veit Hennig: Wintervogelbeobachtungen in Nordgriechenland. In: Ornithologische Mitteilungen. Band 40, 1988, S. 163–168.
- Daniel Bock, Veit Hennig, S. Steinfartz: The use of fish funnel traps for monitoring crested newts (Triturus cristatus) according to the Habitats Directive. In: Monika Hachtel, Martin Schlüpmann, Burkhard Thiesmeier, Klaus Weddeling (Hrsg.): Methoden der Feldherpetologie. (= Zeitschrift für Feldherpetologie. Supplement 15). 2009, S. 317–326.
- Ansgar Diederichs, Veit Hennig, Georg Nehls: Investigation of the bird collision risk and the responses of harbour porpoises in the offshore wind farms Horns Rev, North Sea and Nysted, Baltic Sea in Denmark. Part II: Harbour porpoises Universität Hamburg and BioConsult SH. 99 2008.
- V. Hennig: Rabenvögel und Schafhaltung am großen Heuberg (Zollernalbkreis): Untersuchungszeitraum 1995; Abschlußbericht. Werkvertrag für das Land Baden-Württemberg, vertreten durch das Landratsamt Zollernalbkreis (52 S.) 1995.
- V. Hennig, B. Hälterlein: Trauerente–Erfassungsschwierigkeiten einer Offshore-Vogelart. In: Landesamt für den Nationalpark Schleswig-Holsteinisches Wattenmeer (Hrsg.): Wattenmeermonitoring. 1999, S. 20–23.
- Veit Hennig: Elementanalysen von Kolkraben- (Corvus corax) und Wanderfalkenfedern (Falco p. peregrinus), Möglichkeiten und Grenzen der Bioindikation. In: Hohenheimer Umwelttagung. Bd. 24, S. 93–110.
- Veit Hennig: An evaluation of available knowledge on the necessity of undisturbed moulting sites for seaducks in the offshore area in order to investigate the possibilities for creating such undisturbed moulting sites. Nationalparkamt Schleswig-Holsteinisches Wattenmeer, Tönnig 2001. Tönning (Wadden Sea Report, 35: 36 S. + Annex).
- Veit Hennig, Kai Eskildsen: Notwendigkeit ungestörter Mausergebiete für die Trauerente (Melanitta nigra). In: Wattenmeermonitoring 2000. 2001, S. 70–71.
- Philip Loos, James. G. Cooke, Katharina Fietz, Veit Hennig, H. J. Schütte: Opportunistic sightings of harbour porpoises in the Baltic Sea at large. ASCOBANS. Bonn (AC17/Doc.5-05(P)) 2010.
- Armin Stärr, P. Banzhaf, G. Gottschlich, Veit Hennig, Wolfgang Herter: Neufassung der Gefährdungsgrade felsbesiedelnder Farn- und Blütenpflanzen der Schwäbischen Alb. In: Veröffentlichungen Naturschutz Landschaftspflege. Band 70, 1995, S. 99–120.
- Esther Verjans, Jessica Hermann, Veit Hennig, Jörg Ulrich Ganzhorn: Einfluss von Stadteffekten auf Kleinsäugergemeinschaften. In: Treffpunkt Biologische Vielfalt XIV. 2015, ISBN 978-3-89624-132-0, S. 45.[2]